# Ахлебинино (Калужская область)
Ахлебинино — село в Перемышльском районе Калужской области России. Административный центр сельского поселения «Село Ахлебинино».

## География
Расположено на правом берегу Оки, при автодороге Р-132 Золотое кольцо, в 16 километрах от областного центра — города Калуги.

## История
В XVI веке село принадлежало князьям Охлябининым, в XVII веке — семейству Пятовых. В 1628—1629 годах за Пятовыми в Ахлебинино числилась церковь Успения Пресвятой Богородицы, которая была перестроена в 1683 году. В XIX веке хозяевами села были Баскаковы, а в конце XIX века новыми владельцами становятся Коншины. При Баскаковых в 1838 году обветшавшая церковь была разобрана и на её месте устроена каменная часовня. Н. Н. Коншин построил в Ахлебинино усадьбу с верхним парком и системой террас, ведущих к пойме реки. После его смерти в 1915 году владелицей усадьбы осталась его вдова И. Я. Коншина, стараниями которой в селе были построены церковная школа (1905), сиротский приют и каменная церковь (1916).
В 1923 году Успенская церковь была закрыта. В 1927 году на кирпичи разобран восточный флигель усадьбы, здание церковно-приходской школы снесено в 1970. Усадьба Ахлебинино поставлена на гос. охрану в 1991 году.
Во второй половине декабря 1941 года в селе квартировал немецкий генерал Готхардт Хейнрици.

## Население
| 2002 | 2010 |
| ---- | ---- |
| 991  | ↘957 |

## Инфраструктура
Личное подсобное хозяйство с зоной сельскохозяйственного использования, индивидуальная застройка усадебного типа.
Ахлебининская средняя общеобразовательная школа. Отделение почтовой связи № 249122. Ахлебининский сельский клуб. Калужская областная психиатрическая больница им. А. Е. Лифшица, Ахлебининское отделение.

## Достопримечательности
Усадьба Коншиных.

## Транспорт
Автобусное сообщение с Калугой. Остановка общественного транспорта «Ахлебинино».